# The People Under the Stairs
The People Under the Stairs (en España El sótano del miedo y en México y Argentina La gente detrás de las paredes), es una película de Estados Unidos de terror. Escrita y dirigida por Wes Craven obtuvo varias nominaciones y premios en festivales temáticos como Avoriaz o Bruselas. Está considerada, como la mayoría de las películas del realizador, una película con elementos subversivos que examina el horror institucional y socialmente arraigado y una suerte de fábula oscuramente cómica sobre la clase media estadounidense.

## Producción
El film estaría basado, según cita IMDb, en una historia que su director, Wes Craven,  habría leído en un periódico. Se hace referencia a un hecho policial acaecido en 1978 donde unos malhechores que ingresaron a una vivienda con fines de robo, dejaron al descubierto a un matrimonio que mantenía encerrado a sus dos hijos. Para el film fue elegida la residencia The Thomas W. Phillips ubicada en el 2215 S Harvard Blvd, de Los Ángeles. La cinta tuvo un presupuesto estimado de 6 millones de dólares. En su primera semana en Estados Unidos y Canadá habría recaudado 5.522.250 US$. Para cuando salió de las salas habría recaudado un total de 24.204.154 US$, un poco más de 7 millones alrededor del mundo, totalizando una recaudación de 31.347.154 US$ según informa Box Office Mojo.

## Argumento
Fool es un joven que vive en un complejo multifamiliar, conocido como El Ghetto, donde mucha gente afrodescendiente reside en condiciones humildes y están a punto de ser desalojados. Su hermana Ruby es el único sustento de la familia ya que la madre de ambos está muy enferma de cáncer. Leroy, amigo de Ruby, le propone a Fool ser parte de un robo a la casa de los arrendatarios del edificio, la misteriosa pareja Robeson. Ruby inicialmente se opone a que su hermano participe pero, tras entender la gravedad y ante la posibilidad de ser desalojados Fool acepta y acompaña a Leroy y Spencer a dar el golpe.
La casa de los Robeson es una imponente construcción fortificada por medidas de seguridad extremas. Tras dos intentos fallidos de ingresar en la casa finalmente los tres consiguen penetrar. En el camino Spencer desaparece misteriosamente y Leroy es atacado por un feroz perro rottweiller. Fool, accidentalmente, ingresa al sótano de la vivienda descubriendo cosas muy extrañas en su interior: gente que vive de forma muy rara. Para mala suerte de ambos los Robeson regresan de la calle y quedan atrapados. El señor y la señora Robeson pronto se revelan como una pareja seriamente desequilibrada que mantiene comportamientos propios de la psicopatía ya que retienen a personas en su sótano, como parte de un extraño ritual de familia, sometiéndolos a condiciones infrahumanas, convirtiéndolos en seres oscuros, caníbales y casi anormales. 
Al darse cuenta de este horror Fool intenta huir con Leroy pero este último termina siendo brutalmente asesinado. Prince, el rottweiller, se lanza en una feroz cacería tras Fool, por el interior de la casa y concretamente detrás de las paredes. En su huida Fool conoce a una tímida y asustadiza niña llamada Alice, la cual es "hija" de la pareja, y a un muchacho deforme y sin lengua que vive entre los atrapados, llamado Cucaracha. El Sr. Robeson intenta matarlos a los tres y estos se lanzan a la fuga. En el intento de escape Cucaracha cae herido de bala y muere. Fool y Alice tienen que enfrentarse al rabioso perro. Mediante un engaño Fool logra que el Sr. Robeson lo mate accidentalmente. Tras lograr ascender a la azotea Fool se lanza al estanque de la casa y, a duras penas, logra huir de los disparos del Sr. Robeson, prometiéndole a Alice que volvería para rescatarla. Mientras tanto, la niña es brutalmente maltratada por la Sra. Robeson y luego, encerrada en el sótano con los demás habitantes.
De vuelta en casa Fool le muestra al Abuelo unas curiosas monedas de plata, que le dio Cucaracha antes de morir, cuyo valor podría ser más que suficiente para la operación de su madre y para salvar el multifamiliar donde viven. El anciano entonces le cuenta a Fool y su hermana Ruby sobre los Robeson: es una extraña pareja de hermanos que han vivido en incesto y que provenían de una generación familiar de dementes, de quienes se cree, también podrían ser responsables de la desaparición y abuso de muchos niños y jóvenes de la zona. Pese al miedo de Ruby por su hermano Fool traza un plan para salvar a Alice, llamando a la policía denunciando abuso infantil. Cuando estos están en casa de los Robeson ingresa y trata de sacar a la niña del lugar. Pero la siniestra pareja los atrapa e intenta matarlos. Ruby y el abuelo, al comprobar los horrores cometidos por los Robeson, no dudan en enfrentarse a ellos, junto a todas las personas que residen en el multifamiliar. La Sra. Robeson intenta matar a Ruby pero súbitamente Alice cae sobre ella salvándola pero, al mismo tiempo, quedando atrapada nuevamente en la casa con su malvada madre. Fool, por su parte, convence a los residentes del sótano para unir fuerzas y enfrentarse a sus carceleros.
La Sra. Robeson intenta matar a Alice con un cuchillo pero, de pronto, las paredes de la casa se rompen y los residentes del sótano salvan a la niña y acorralan a la demente mujer a la que, finalmente violan, masacran y degüellan hasta la muerte, para luego lanzarla por las escaleras del sótano. El Sr. Robeson, armado, intenta buscar a Fool para asesinarlo. El joven no obstante descubre que, en lo profundo del sótano, había mucho dinero, producto de los robos y fraudes cometidos por los Robeson. Dinero que pertenecía a la gente del complejo multifamiliar. El Sr. Robeson lo encañona con la escopeta, pero Fool lo confronta con unos cables explosivos que detona y provocando una explosión que destruye toda la monstruosa casa, mata al Sr. Robeson, mientras una lluvia de dinero y monedas caen sobre Ruby, el abuelo y las personas del multifamiliar. Alice ayuda a Fool a salir de ahí y los seres del sótano por fin quedan libres en las calles.

## Premios y nominaciones[9]
El film obtuvo los siguientes premios o nominaciones:
| Premio                                                  | Año  | Nominación                          | Candidato             | Resultado |
| ------------------------------------------------------- | ---- | ----------------------------------- | --------------------- | --------- |
| Academy of Science Fiction, Fantasy & Horror Films, USA | 1993 | Best Performance by a Younger Actor | Brandon Quintin Adams | Nominado  |
| Avoriaz Fantastic Film Festival                         | 1992 | Special Jury Award                  | Wes Craven            | Ganador   |
| Avoriaz Fantastic Film Festival                         | 1992 | Grand Prize                         | Wes Craven            | Nominado  |
| Brussels International Festival of Fantasy Film (BIFFF) | 1992 | Pegasus Audience Award              | Wes Craven            | Ganador   |
| Fangoria Chainsaw Awards                                | 1991 | Best actor                          | Everett McGill        | Nominado  |
| Fangoria Chainsaw Awards                                | 1991 | Best actress                        | Wendy Robie           | Nominado  |
| Fangoria Chainsaw Awards                                | 1991 | Best Supporting Actress             | A.J. Langer           | Nominado  |
| Fangoria Chainsaw Awards                                | 1991 | Best Studio/Big-Budget Film         |                       | Nominado  |
| Fangoria Chainsaw Awards                                | 1991 | Best Screenplay                     | Wes Craven            | Nominado  |

- Avoriaz Fantastic Film Festival: Fue galardonado con el "Premio Especial del Jurado"
- Academy Of Science Fiction, Fantasy & Horror Films: Fue nominado con el "Premio Saturno"
- Fangoria Chainsaw Awards: Fue nominado en las categorías "Mejor actor", "Mejor actriz" y "Mejor actriz de reparto"

## Reparto
- Brandon Adams - Poindexter "Fool" Williams
- Everett McGill - Eldon Robeson
- Wendy Robie - Sra. Robeson
- A.J. Langer - Alice Robeson
- Kelly Jo Minter - Ruby Williams
- Sean Whalen - Roach
- Ving Rhames - Leroy
- Bill Cobbs - Abuelo Booker
- Jeremy Roberts - Spencer
- Conni Marie Brazelton - Mary